# LMP – Ungerns gröna parti
LMP – Ungerns gröna parti (ungerska: LMP – Magyarország Zöld Pártja) eller De gröna (ungerska: Zöldek), tidigare Politik kan vara annorlunda (ungerska: Lehet Más a Politika) är ett liberalt och grönt parti i Ungern, bildat den 26 februari 2009. Partiet försöker att vara ett alternativ till det i övrigt väldigt polariserade politiska läget i Ungern. De viktigaste frågorna som partiet driver är miljö, hållbar utveckling och kampen mot korruptionen. Partiet gjorde ett oväntat bra resultat i valet 2010 och fick 7,5 procent av rösterna och 16 mandat (av 386) i parlamentet.

## Språkrör
- Benedek Jávor
- Tímea Szabó
- András Schiffer
- Lajos Mile